# Панагија (Гребен)
Панагија (грч. Παναγία) је насељено место у општини Дескати у периферији Западна Македонија, Грчка. Према попису из 2021. године било је 56 становника.
Према бугарском географу и историчару, Василу Канчову, у Панагији је 1900. године живело 158 Грка. Село се раније звало Тороник.